# شورک (چشمه زیارت)
شورک روستایی در دهستان چشمه زیارت بخش مرکزی شهرستان زاهدان استان سیستان و بلوچستان ایران است.
در روستای شورک موتور اب و زمین های کشاورزی بسیار وجود دارد به مثال موتور حاجی محمد ریگی موتور حاجی ناصر جریزهی،موتور حاجی عزیز جریزهی، موتور حاجی نبی.
شورک برخلاف اسمش شورک به معنای شوریده اب های زیر زمینی بسیار شیرینی دارد و زمین های سرسبزی در این مکان هست.
همچنین بسیاری از افراد برای چراگاه در فصل بهار حیوانات اهلی خود مانند گوسفند،شتر،وغیره رو به این مکان میاورند

## جمعیت
بر پایه سرشماری عمومی نفوس و مسکن در سال ۱۳۹۵ جمعیت این روستا ۱۵ نفر (۷خانوار) بوده‌است.